# Дуглас Кенні
Дуглас Кларк Френсіс Кенні (10 грудня 1946 — 27 серпня 1980) був американським комедійним автором журналів, романів, радіо, телебачення та кіно, який був співзасновником журналу National Lampoon у 1970 році. Кенні редагував журнал і написав багато його ранній матеріал. Він продовжував писати, продюсувати та грати у впливових комедіях Animal House та Caddyshack до своєї раптової смерті у віці 33 років.
Дугласу Кенні належить авторство терміна «спойлер твору».
26 серпня 1980 року Кенні відправився на острів Кауаї на самоті. 27 серпня він загинув зі скелі заввишки 35 футів (11 метрів), яка називається оглядовою лінією долини Ханапепе. Поліція знайшла його орендовану машину біля оглядового майданчика наступного дня, а його тіло виявили 31 серпня.

## Інтернет-ресурси
- Douglas C. Kenney en la Biblioteca del Congreso de Estados Unidos